# Neacueto-Leabe
Neacueto-Leabe (Na'akueto La'ab) era negus do Reino Zagué no século XIII. De acordo com Taddesse Tamrat, era filho de Harbé.  Richard Pankhurst credita a ele a criação da igreja localizada numa caverna a meio dia de viagem da cidade de Lalibela. De acordo com um manuscrito que Pero Pais e Manuel de Almeida viram em Axum, Neacueto-Leabe governou por 40 anos, um número suspeito e redondo.
Existe uma Gadla ou hagiografia de Neacueto-Leabe, num manuscrito escrito no século XVII. Segundo Huntingford, documenta que o poder zagué havia se estendido a Gojam e credita ao negus a construção de duas igrejas: uma em Seuá, que se diz ter sido chamada Uagra Seim ('montanha de incenso'), entre os Celestes, e Axetam ou Axetém, entre os Terrestres, que Huntingford identifica com uma igreja existente chamada Axetam-Mariam, uma estrutura monolítica localizada a poucos quilômetros a leste de Lalibela; o outro na terra de Coquena, que recebeu um tabot de uma igreja profanada dedicada a Estêvão.
A tradição afirma que a rainha Mascal Quibra convenceu seu marido, Lalibela, a abdicar em favor de Neacueto-Leabe, mas 18 meses depois, quando os soldados do jovem negus se apropriaram da única vaca de um fazendeiro pobre à mesa de jantar do rei, ela convenceu Lalibela a retomar o trono. Taddesse Tamrat suspeita que o fim do governo de Lalibela não foi realmente tão pacífico. Argumenta que essa tradição oculta um breve período em que Neacueto-Leabe "foi sem dúvida um ponto de encontro para elementos descontentes no país e, embora vigiado de perto, conseguiu usurpar o trono por um breve período até que Ietbaraque conseguisse assumir o trono de seu pai."
A usurpação do trono ocorreu mediante uma guerra civil na qual vários chefes amáricos apoiaram Neacueto-Leabe, inclusive Iecuno-Amelaque, futuro fundador da dinastia salomônica, que por sua ajuda ao derrotado, foi preso por Ietbaraque. Sua prisão foi temporária, tendo não só conseguido fugir, mas começado uma importante revolta entre os amáricos e as comunidades cristãs de Xoa que terminou na derrota de Ietbaraque.